# Francis Jeanson
Francis Jeanson (Burdeos, 7 de julio de 1922 - Arès, 1 de agosto de 2009) fue un filosófo francés especialmente conocido por su apoyo en favor del FLN durante la Guerra de Argelia.

## Biografía
Durante la Segunda Guerra Mundial, tras estudiar filosofía en la Facultad de Letras de Burdeos, escapó a España para huir del STO y se unió al Ejército de Liberación francés en 1943.
Reportero en el Alger républicain en 1945, conoció a Albert Camus. En 1947 escribió un libro que se convertiría en un clásico, El problema moral y el pensamiento de Jean-Paul Sartre. Sartre le confió la dirección de la revista Les Temps Modernes de 1951 a 1956. Fue el propio Jeanson quien escribió la crítica de L'Homme revolté, que desdibujó definitivamente a Sartre y Camus.
Se hizo amigo de Emmanuel Mounier, quien le abrió las puertas de la revista Esprit en 1948, donde reinaba un cierto «filocomunismo», y que facilita su entrada en el serrallo intelectual de la posguerra. Mounier también lo incluyó en el comité de lectura de Editions du Seuil y lo recomendó a su director literario, Paul Flamand. Cuando Mounier murió en marzo de 1950, Albert Béguin, que preparaba el lanzamiento de la colección «Écrivains de Toujours» deja la editorial por la revista Esprit. Es Jeanson quien es elegido para encabezar esta serie de divulgación. La ambición de difundir la cultura al mayor número posible de personas ganará densidad gracias a él. Entre 1951 y 1956 aparecieron más de 30 títulos en “Ecrivains de toujours”.
A partir de 1957, en plena guerra de Argelia, puso en práctica sus ideales anticolonialistas creando la Red Jeanson, encargada de transportar fondos al FLN. Fue entonces camarada de lucha y compañero de Hélène Cuenat. Su red clandestina de activistas fue desmantelada en 1960. Mientras huía al extranjero, Francis Jeanson fue juzgado en rebeldía, declarado culpable de alta traición y condenado en octubre de 1960 a diez años de prisión.
Volvió a instalarse en París con motivo de su amnistía en 1966, luego trabajó con el Teatro de Bourgogne (dirigido por Jacques Fornier) y se encargó de prefigurar la política cultural de la Maison de la culture de Chalon-sur-Saône (1967-1971). Propone y desarrolla a través de esta experiencia la noción de «non public», que será retomada en mayo de 1968 en la «Declaración de Villeurbanne», del que es el editor principal.
Solicitado por psiquiatras, realizó intervenciones para una psiquiatría abierta, una «psiquiatría de sujeto», y en particular creó la SOFOR (Sud Ouest Formation Recherche), que desarrolla actividades de formación para el personal sanitario.
De 1984 a 1987 fue presidente de la junta directiva del Conservatorio Nacional Superior de Música de Lyon. En 1992, se convirtió en presidente de la Asociación de Sarajevo, en apoyo del pueblo bosnio, y se presentó como candidato en la lista llamada «L'Europe commence à Sarajevo» del profesor Léon Schwartzenberg para las elecciones europeas de 1994.

## Participación en el trabajo colectivo.
- Bazin, Hervé; Beigbeder, Marc; Domenach, Jean-Marie; Jeanson, Francis; Leiris, Michel; Madaule, Jacques; Mer, Marcel; Painlevé, Jean et al. (1953). L'Affaire Henri Martin. Hors série Connaissance. Paris: Gallimard. p. 296. ISBN 2-07-024836-4. Consultado el 19 de noviembre de 2018. .

## Sobre Francis Jeanson
- Marie-Pierre Ulloa, Francis Jeanson. Un intellectuel en dissidence de la Résistance à la guerre d'Algérie, Berg International Editeurs, Paris, 2001, 286 p.
- Marie-Pierre Ulloa, Francis Jeanson: A Dissident Intellectual from the French Resistance to the Algerian War (Palo Alto, Stanford UP, 2008), ISBN 978-0804755085.
- Itinéraire d'un intellectuel engagé, film documentaire réalisé par Catherine de Grissac et Bernard Vrigon de l’APDFJ.
- Les valises du professeur Jeanson, essai biographique de Dominique-Emmanuel Blanchard, Éditions Ovadia, 2015
- Jean-Claude Margolin, «Simone de Beauvoir, Jeanson, Sartre et le sartrisme», Études françaises, vol. 3, no 1, 1967, p. 61-73 (lire en ligne).
- L'École nationale supérieure des travaux publics à Alger porte son nom.

## Filmografía
- La Chinoise, película de Jean-Luc Godard, 1967 (Jeanson se interpreta a sí mismo durante una discusión con Anne Wiazemsky )

- Figura bajo el seudónimo de "Alexandre" en la obra de Maurienne "Le Déserteur", libro prohibido cuando fue publicado en 1960, reeditado en 2005 por L'Echappée.